# Hydrocyphon lusonensis
Hydrocyphon lusonensis es una especie de coleóptero de la familia Scirtidae.

## Distribución geográfica
Habita en Filipinas.